# Philibert de Gramont
Ne doit pas être confondu avec Philibert de Gramont de Guiche.

Armes de Philibert de Gramont

Philibert, comte de Gramont (1621-1707), est un aristocrate français, sujet des Mémoires du comte de Gramont écrites par Antoine Hamilton.

## Biographie
Sa grand-mère fut Diane d'Andoins, comtesse de Gramont, dite « la Belle Corisande », une des maîtresses d'Henri IV.
Destiné à l'Église, il fut éduqué à Pau, mais il s'engagea dans l'armée du prince Thomas de Savoie-Carignan. Il servit ensuite sous les ordres de son demi-frère Antoine, maréchal de Gramont, et sous le prince de Condé.
Il fut sévèrement compromis pendant la Fronde, et fut exilé en 1662 pour avoir courtisé Lucie de la Motte-Argencourt, une des maîtresses du roi. Il alla à Londres et trouva à la cour de Charles II une atmosphère propice à son goût pour l'intrigue, la galanterie et le plaisir.
Il y épousa Elizabeth Hamilton sous la pression de ses deux frères : elle était considérée comme une grande beauté de la cour anglaise, mais cela ne dissuada pas Gramont de continuer ses exploits galants. Autorisé à retourner en France en 1664, il revint plusieurs fois en Angleterre pour de petites missions diplomatiques.
Il fournit à quatre-vingts ans à son beau-frère Antoine Hamilton le matériau de ses Mémoires. Une fois ceux-ci écrits, il vendit le manuscrit pour 1 500 francs. Fontenelle, censeur de la presse, refusa de laisser paraître un ouvrage où les défauts de Gramont étaient si crûment exposés, mais Gramont, pour ne pas perdre ses 1 500 francs, intervint auprès du censeur et leva l'interdiction.
Il mourut le 10 janvier 1707, et les Mémoires parurent six ans plus tard.
Hamilton retrace le portrait de Gramont sans commentaire ni condamnation, si ce n'est par petites touches ironiques, et compose par là la plus plaisante description de la cour de Charles II.
Les Mémoires de la vie du comte de Grammont contenant particulièrement histoire amoureuse de la cour d'Angleterre sous le règne de Charles II furent imprimées aux Pays-Bas avec l'inscription Cologne, 1713.

## Mariage et descendance
De son mariage avec Elizabeth Hamilton il eut deux filles:
- Claude Charlotte de Gramont (c. 1665-1739), épouse en 1694 de Henry Stafford-Howard (1648-1719), 1er comte de Stafford, sans descendance
- Marie Élisabeth (1667-1729), abbesse en 1695 du chapitre de Poussay, en Lorraine

## Portrait
Saint-Simon en a laissé un portrait sévère :

« C'était un homme de beaucoup d'esprit, mais de ces esprits de plaisanterie, de reparties, de finesse et de justesse à trouver le mauvais, le ridicule, le faible de chacun, de le peindre en deux coups de langue irréparables et ineffaçables, d'une hardiesse à le faire en public en présence, et plutôt devant le roi qu'ailleurs, sans que mérite, grandeur, faveur et places en pussent garantir hommes ni femmes quelconques. À ce métier, il amusait et il instruisait le roi de mille choses cruelles, avec lequel il s'était acquis la liberté de tout dire jusque de ses ministres. C'était un chien enragé à qui rien n'échappait […] Ni parole ni honneur en quoi que ce fût […] Il tirait gloire de sa turpitude, si bien qu'il l'a laissée à la postérité par des Mémoires de sa vie, qui sont entre les mains de tout le monde, et que ses plus grands ennemis n'auraient osé publier. »